# جو كيركوود سينيور
جو كيركوود سينيور (بالإنجليزية: Joe Kirkwood, Sr.)‏ هو لاعب غولف أمريكي، ولد في 3 أبريل 1897 في سيدني في أستراليا، وتوفي في 29 أكتوبر 1970 في برلينغتون في الولايات المتحدة.